# The Beekeeper
The Beekeeper (titulada: Beekeeper: El protector en España y Beekeeper: Sentencia de muerte en Hispanoamérica) es una película estadounidense de suspenso y acción dirigida por David Ayer y escrita por Kurt Wimmer. Está protagonizada por Jason Statham, Emmy Raver-Lampman, Josh Hutcherson, Bobby Naderi, Minnie Driver, Phylicia Rashad y Jeremy Irons. 
The Beekeeper fue estrenada en cines el 12 de enero de 2024 por Amazon MGM Studios. Ha recibido críticas mixtas por parte de los críticos.

## Argumento
Adam Clay (Jason Statham) lleva una vida tranquila lejos de la civilización como apicultor y alquila el garaje de Eloise Parker (Phylicia Rashād), una profesora jubilada que vive sola en el campo. Un día, Eloise cae en una estafa de phishing y le roban más de $2.000.000, la mayor parte de los cuales pertenece a una organización benéfica que ella dirige. Devastada por esta situación, se quita la vida. Al encontrar el cuerpo, Clay es arrestado inmediatamente por la agente del FBI Verona Parker (Emmy Raver-Lampman), la hija de Eloise. Después de que se determina que la muerte de Eloise fue un suicidio, Clay es liberado mediante su inocencia. Verona le dice a Clay que el grupo que robó a Eloise ha estado en el radar del FBI por un tiempo, pero que es difícil de rastrear. Ella es pesimista en cuanto a que alguna vez serán llevados ante la justicia, incluso si son encontrados. Queriendo justicia para Eloise, Clay contacta a los Beekeepers, una organización misteriosa y clandestina que opera más allá del sistema del país, para encontrar a los estafadores responsables.
Clay recibe una dirección para los estafadores: un centro de llamadas conocido como UDG, dirigido por Mickey Garnett (David Witts). Clay entra al edificio de UDG y, después de asustar a los empleados y derrotar a un puñado de hombres de Garnett, explota el edificio. Garnett informa a su jefe, el ejecutivo de tecnología Derek Danforth (Josh Hutcherson) y éste envía a Garnett a matar a Clay. Garnett y sus matones encuentran a Clay, destruyen su colmena de apicultura y lo siguen hasta su garaje. Ahí, Clay rápidamente los mata a todos, excepto a Garnett, a quien le corta los dedos antes de soltarlo. Agonizando y desangrándose, Garnett llama a Derek mientras está detenido en un puente basculante y le informa a este último que Clay es un "apicultor" (Beekeeper) retirado, pero este último (quien había seguido a Garnett sin que lo notara) lo ata a la camioneta de Clay para finalmente matarlo sin piedad al lanzarlo al río con la inercia de la camioneta de Clay, mientras que Derek está escuchando la situación por teléfono y Clay le advierte a Derek que lo perseguirá sin importar lo que pase.
Derek va a hablar con Wallace Westwyld (Jeremy Irons) (el exjefe de la CIA y actualmente director de seguridad de Danforth Enterprises), para hablar sobre Clay. Preocupado por la situación, Wallace contacta a la actual directora de la CIA con la esperanza de detener a Clay y la directora se pone en contacto con los Beekeepers. Al analizar la información, se entera de que Clay se ha retirado de la organización hace tiempo atrás. Sin embargo, se envía a Anisette Landress (Megan Le), una Beekeeper femenina para que pueda matar a Clay, pero éste la noquea y quema a Anisette hasta matarla. Le corta el dedo y provoca que una gasolinera explote en el proceso por los daños recibidos durante la pelea. Tras el fracaso, los Beekeepers le informan a la CIA que permanecerán neutrales y no perseguirán a Clay nunca más, para frustración de Wallace.
Mientras tanto, Verona y su compañero, Matt Wiley (Bobby Naderi), han estado siguiendo las escenas del crimen provocadas por Clay. Al determinar que el próximo objetivo de Clay es el Nine Star United en Boston, que administra los centros de llamadas de Derek en todo el mundo, incluida la UDG. Después de informar a Jackson Prigg (Don Gilet) (el subdirector del FBI) que Clay es exmiembro de los Beekeepers, reciben financiación completa.
Wallace coordina a un grupo de exmiembros de las fuerzas especiales y les revela que los Beekeepers son una organización clandestina encargada de proteger a los Estados Unidos y que opera más allá de la jurisdicción gubernamental. Para tener una oportunidad de detener a Clay, Wallace ordena al grupo que asegure el interior del edificio, mientras el FBI coloca su propio equipo SWAT alrededor del perímetro. A pesar de la insistencia del líder de las fuerzas especiales de que primero se debe sacar a los empleados del edificio, Derek les permite seguir trabajando y le dice al líder que no se interponga en la empresa. Esto le permite a Clay derrotar rápidamente al equipo SWAT del FBI e infiltrarse en el edificio, venciendo a los exmiembros de las fuerzas especiales y al gerente Rico Anzalone (Enzo Cilenti), quien le revela tanto a Clay como al FBI que Derek es su jefe.
Verona informa a Prigg que Derek en realidad dirige ambas empresas y son propiedad de Danforth Enterprises, que utilizan varias agencias gubernamentales de Estados Unidos. Verona también plantea el punto de que Clay no solo intentará matar a Derek, sino que también podría matar a Jessica (Jemma Redgrave) (la madre de Derek), quien es la presidenta de los Estados Unidos. Prigg les da un cheque en blanco y procede a informar a la presidenta.
Wallace, molesto y preocupado porque Clay ha vuelto a escapar de sus garras, sugiere que Derek se quede con su madre por el momento, aprovechando la protección del Servicio Secreto. Mientras se encuentra en la mansión de la presidenta junto a la playa, Wallace contrata a un grupo de mercenarios liderados por Lazarus (Taylor James). Cerca de la entrada a la mansión, Clay sube a la parte inferior de un camión y cambia de lugar con un agente del Servicio Secreto para entremezclarse en la fiesta que se celebra ahí. Verona se da cuenta de la presencia de Clay, pero cuando está a punto de ser arrestado por Verona y ejecutado por Lazarus, éste activa las bombas que colocó en los camiones del Servicio Secreto como distracción para poder entrar a la mansión.
Mientras tanto, dentro de la mansión, Prigg le cuenta a Jessica sobre la operación de estafa de su hijo y éste bajo tensión revela que durante su campaña presidencial, Jessica estaba atrasada en las encuestas y necesitaba financiación, ya que utilizó un programa de la CIA para localizar objetivos financieros y estafarlos para quitarles su dinero. Jessica decide que cuando Clay se acerque, le contará a él y al mundo la verdad sobre el uso del programa por parte de Derek para que de esta manera, espera que él conceda misericordia a su hijo. Enfurecido y al no quedar conforme con esto, Derek mata a Prigg y toma a su madre como rehén. Clay se abre camino hasta la oficina del presidente, pero antes de entrar al despacho, tiene un enfrentamiento con Lazarus, quien lo deja malherido, pero Clay sigue luchando y logra ganar ventaja sobre Lazarus, matándolo a puñaladas. Wallace aparece en el lugar y persuade a Clay a que abandone sus planes de venganza para que pueda regresar a su vida normal, pero Clay se niega y se lo quita de encima. Finalmente llega a su oficina, y rápidamente se le unen Verona y el resto de los agentes del FBI.
Verona intenta disuadir a Clay de matar a Jessica y Derek. Éste intenta matar a su madre, pero la rápida acción de Clay lo mata a él primero. Clay luego salta por una ventana cercana y a pesar de que Verona tiene una puntería muy clara para someterlo, decide no dispararle a Clay y éste huye con la ayuda del equipo de buceo que había escondido en la playa.

## Reparto
- Jason Statham[2] como Adam Clay.
- Emmy Raver-Lampman[3] como la agente Verona Parker.
- Josh Hutcherson[3] como Derek Danforth.
- Jeremy Irons[3] como Wallace Westwyld.
- Bobby Naderi[3] como el agente Matt Wiley.
- David Witts como Mickey Garnett.
- Jemma Redgrave como la presidenta de los Estados Unidos Jessica Danforth.
- Minnie Driver[4] como la directora Janet Harward.
- Phylicia Rashād como Eloise Parker.
- Enzo Cilenti como Rico Anzalone.
- Don Gilet como el subdirector Jackson Prigg.
- Taylor James como Lazarus.
- Megan Le como Anisette Landress.

## Producción
En agosto de 2021, se anunció que Jason Statham protagonizaría la película para Miramax y también se desempeñaría como productor. David Ayer firmó para dirigir en mayo de 2022.
La fotografía principal comenzó en septiembre de 2022 en el Reino Unido. En octubre, Statham rodó escenas en Tyringham Hall en Tyringham. El rodaje concluyó en diciembre.

## Estreno
Metro-Goldwyn-Mayer (MGM) adquirió los derechos de distribución en Estados Unidos y algunos territorios internacionales en agosto de 2022. En febrero de 2023, Sky Cinema adquirió los derechos en Reino Unido. Se estrenó bajo el sello Amazon MGM Studios de MGM el 12 de enero de 2024 en cines convencionales y en Dolby Cinema e IMAX.

## Recepción

### Taquilla
En Estados Unidos y Canadá, The Beekeeper se estrenó junto con Mean Girls y The Book of Clarence, y se prevé que recaude entre 17 y 19 millones de dólares en su primer fin de semana.

### Crítica
En el sitio web agregador de reseñas Rotten Tomatoes, el 71% de las 78 críticas son positivas, con una calificación promedio de 5,9/10. El consenso del sitio web dice: "Alegremente poco exigente y agradablemente retrógrado, The Beekeeper demuestra que cuando se trata de impartir justicia en un thriller de acción, Statham no ha perdido su aguijón". En Metacritic, que utiliza un promedio ponderado, asignó a la película una puntuación de 53 sobre 100, basada en 28 críticas, lo que indica críticas "mixtas o promedio".